# San Bernardino (Mesocco)
San Bernardino è una frazione del comune svizzero di Mesocco, nella regione Moesa (Canton Grigioni); si trova ai piedi dell'omonimo passo alpino che mette in comunicazione la Val Mesolcina con la valle del Reno Posteriore. Stazione sciistica, offre impianti per lo sci alpino, per lo sci nordico e per il pattinaggio; anche nei periodi estivi e primaverili la zona è meta turistica.

## Geografia fisica
San Bernardino è il primo paese della Val Mesolcina che si incontra quando da Hinterrhein si attraversa il passo del San Bernardino. Il fiume Moesa, che nasce tra le colline del passo e le falde del Pizzo Uccello, attraversa il villaggio prima di affluire nel lago d'Isola, lago artificiale formato dalla diga d'Isola e costruito per la produzione di energia elettrica. Un altro importante corpo d'acqua è il lago Dosso, interessante ecosistema per la sua particolare posizione tra zone paludose e boschi.
Per quanto riguarda la conformazione del territorio, la vallata di San Bernardino presenta la tipica forma a "U" perché formatasi grazie all'azione dei ghiacciai. Questa è fiancheggiata da alte vette tra le quali spiccano il Pizzo Uccello (2 719 m s.l.m.), il Piz de la Lumbreida (2 983 m s.l.m.) e il Pizzo Curciusa (2 853 m s.l.m.) a est e il Pizzo Zapport (3 152 m s.l.m.), il Pizzo Moesola (2 963 m s.l.m.), il Pizzo di Mucia (2 950 m s.l.m.) e il Pizzo Rotondo (2 830 m s.l.m.) a ovest. Il fiume Moesa ha invece modellato un fondovalle collinoso ricoperto in gran parte da fitti boschi di conifere sempreverdi. In mezzo a queste colline si distribuiscono diverse zone paludose e torrenti che affluiscono nel lago d'Isola. Ad alta quota, quando anche gli ultimi larici si diradano, si aprono ampi prati usati per lo più come pascoli, come ad esempio la Val Vignun e Confin.

## Storia
La storia di San Bernardino è stata fortemente legata per molti secoli al transito sul passo che si apre sopra il paese. Infatti già i Romani approfittarono di questo passaggio tra i monti per collegare la Pianura Padana con i territori di più recente conquista al nord delle Alpi. Al di là dal passo che essi chiamarono Mons Avium (Monte degli Uccelli, da cui l'odierno Pizzo Uccello), si trovava la provincia romana della Rezia che si estendeva dai Grigioni al Danubio bavarese. Nonostante commercianti, soldati, politici e diplomatici preferivano la strada del passo del Settimo che da Chiavenna porta verso Coira soprattutto per le difficoltà di superare le strette gole della Via Mala nella valle del Reno, i Romani decisero di costruire sul passo del San Bernardino una strada (ancora oggi visibile quasi interamente) forse anche per il trasporto della pietra di ottima qualità estratta nelle cave di Lapidarium (oggi Andeer).
Durante il Medioevo si conservò il nome di origine retica di Gualdo de Gareda ("bosco della guarigione") per la zona che sottostà al passo. Questo fatto, oltre al ritrovamento di vasche in legno e altri oggetti di uso termale risalenti al periodo romano, induce a pensare che la sorgente di acqua ricca in ferro, magnesio e zolfo sopra a San Bernardino fosse già conosciuta e sfruttata da secoli. Il nome attuale di San Bernardino si deve al fatto che tra il 1450 1467 fu costruita una cappella dedicata a san Bernardino da Siena, santificato pochi anni prima. Questa chiesetta venne eretta sul cammino del passo e attualmente domina il villaggio dalla zona di Pian Cales. La costruzione della cappella, stabilita dai signori De Sacco di Mesocco, testimonia la crescente importanza della strada del passo in questo periodo, grazie alla sistemazione del passaggio della Viamala tra Splügen e Thusis. Agli inizi del XIX secolo, per motivi politici, i Grigioni e i re di Sardegna collaborarono economicamente per la costruzione di una moderna strada carrabile che permettesse il collegamento tra il Piemonte con il suo porto a Genova e il Centro Europa senza dover passare sul territorio austriaco.
Durante il XIX secolo San Bernardino si trasformò da zona di alpeggi e fermata nell'itinerario commerciale a vera e propria zona abitata, grazie allo sviluppo turistico legato al paesaggio e alla sorgente d'acqua minerale. Grazie all'arrivo di turisti, soprattutto tedeschi e inglesi, si svilupparono le attività legate a questo settore che portarono alla costruzione di alberghi, ristoranti e della nuova chiesa rotonda. Negli anni 1960 il villaggio si modernizzò grazie all'inaugurazione dell'autostrada A13 e della sua galleria sotto il passo, alla apertura degli impianti di sci alpino a Confin e alla costruzione della diga d'Isola. Questo portò a un'espansione edilizia di San Bernardino grazie alla costruzione di numerosi case e appartamenti di vacanza.

## Monumenti e luoghi d'interesse

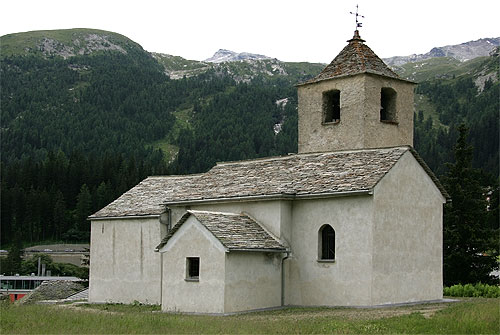
La chiesa-oratorio di San Bernardino

- Chiesa-oratorio di San Bernardino, eretta nel 1450-1467[1];
- Chiesa di San Bernardino da Siena, eretta nel 1867-1897[1];
- Rifugio alpino a 2 066 m al passo del San Bernardino, eretto nel 1824-1825[senza fonte];
- Diga d'Isola, costruita nel 1960[2].

## Geografia antropica
Gli abitati si distribuiscono irregolarmente lungo il fondovalle. La parte più antica del villaggio si trova più a nord, al di qua e al di là del ponte che attraversa la Moesa, mentre scendendo sulla sponda sinistra del fiume si trovano soprattutto case di più recente costruzione. Inoltre, percorrendo la strada principale 13 che porta a Pian San Giacomo e Mesocco s'incontrano altri piccoli nuclei abitati, case isolate e numerose cascine.

## Economia
Stazione sciistica sviluppatasi a partire dagli anni 1950, San Bernardino offre piste sciistiche di sci alpino nella zona di Confin e quelle più piccole sull'altro versante, a Pian Cales e di sci di fondo tra i boschi e sulle rive del lago d'Isola e del lago Dosso. Inoltre il paese dispone di una pista di ghiaccio artificiale.
Nei mesi caldi San Bernardino offre campi da tennis, di minigolf e un percorso avventuristico. Grazie alla sua posizione in pieno paesaggio montagnoso, il villaggio è punto di partenza per itinerari da percorrere a piedi o in bicicletta, su sentieri che variano da tranquille passeggiate a impegnativi percorsi di alpinismo sui pizzi circostanti. La sorgente di acqua minerale viene da decenni sfruttata per la produzione industriale di acqua imbottigliata sotto il nome di San Bernardino. Quest'acqua sgorga da una fonte che si trova nel centro del villaggio, che è accessibile pubblicamente.

## Infrastrutture e trasporti

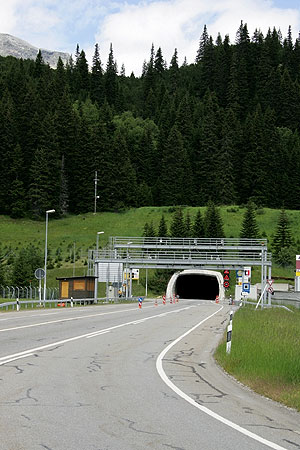
Il portale sud della galleria del San Bernardino

San Bernardino è collegato al resto della Mesolcina da una parte e al resto dei Grigioni dall'altra grazie alla strada principale 13 e all'A13/E43 che proprio nei pressi del paese imbocca la galleria del San Bernardino, inaugurato nel 1967 che porta direttamente a Hinterrhein evitando così la tortuosa strada del passo.